# Roerdalen

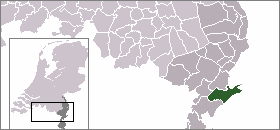
Roerdalens läge

Roerdalen är en kommun i provinsen Limburg i Nederländerna. Kommunens totala area är 44,37 km² (där 0,33 km² är vatten) och invånarantalet är på 10 312 invånare (2005).